# Miloš Říha
Miloš Říha (Přerov; 6 de diciembre de 1958 - Praga; 1 de septiembre de 2020) fue un entrenador y exdelantero de hockey checo. Durante mucho tiempo, dirigió principalmente clubes en la KHL, entre los años 2018-2020 fue el entrenador en jefe de la selección nacional de hockey checa.

## Carrera como entrenador
Desde 2007 ha estado entrenando en los clubes rusos Spartak de Moscú, Atlant Mytishchi y desde la temporada 2011/12 en el club SKA St. Petersburg. Sin embargo, fue llamado inesperadamente durante 2012/13, a pesar de que el equipo estaba en el 1.er lugar el día de su retiro en la clasificación. 
Desde el 20 de enero de 2013 fue entrenador A del equipo HC Pardubice, donde sustituyó al técnico destituido Mojmír Trličík. Su objetivo era recoger al club en problemas y llevarlo a la ronda preliminar. Tuvo éxito, pero el equipo perdió la serie con Kladno en la ronda preliminar 2-3 y la temporada de los campeones defensores terminó muy pronto. Říha anunció que le gustaría volver al KHL ruso, por lo que Zdeněk Venera lo reemplazo en Pardubice. Posteriormente lideró Avangard Omsk, con quien ocupó permanentemente el primer lugar en la tabla KHL. Una gran sorpresa fue su inesperada expulsión del equipo, que el club justificó por el hecho de que Říha no llegó al entrenamiento del equipo sin una disculpa y tuvo problemas con los jugadores. 
El 8 de enero de 2015, volvió a la sustitución de su club "padre" en Pardubice durante unos meses, donde sustituyó a Zdeněk Venera. En 2015-2017 formó al club eslovaco HC Slovan Bratislava que opera en el KHL. Desde junio de 2018, fue el entrenador en jefe de la selección checa de hockey, que dirigió durante dos años hasta junio de 2020.
En 2011 ganó el premio al mejor entrenador de la temporada en la KHL.

## Carrera como jugador
Říha jugó en la máxima competición de hockey checoslovaco durante 9 temporadas, jugó 262 partidos y marcó 67 goles. 
- 1975–1978 Meochema Přerov
- 1978 - 1980 Dukla Jihlava
- 1981 - 1983 TJ Vítkovice
- 1984 - 1986 TJ Gottwaldov
- 1 986 / 1.987 mil TJ Vitkovice
- 1.987 / 1,988 mil Zetor Brno
- 1988/1990 HC Hodonín

## Fallecimiento
Falleció el 1 de septiembre de 2020 a los 61 años de edad en Praga, República Checa.